# Peter Kosminsky
Peter Kosminsky, né le 21 avril 1956 à Londres, est un réalisateur et producteur britannique.

## Biographie
Né à Londres en 1956, il fait ses études au Worcester College de l'université d'Oxford. Il passe une grande partie de son temps dans le monde du théâtre étudiant, et devient trésorier de l'Oxford University Dramatic Society (en). Il produit alors entre autres La Nuit des rois (Twelfth Night) de Shakespeare avec le jeune Hugh Grant. Il rejoint la BBC en 1980, termine ses études en 1982, et travaille sur des programmes télévisés comme Nationwide et Newsnight. En 1995, il crée sa propre société, Stonehenge Films Ltd.
Il est reporter de guerre et réalisateur de documentaires réputé.
Il réalise en 2011 Le Serment, série en quatre épisodes sur l'histoire du conflit israélo-palestinien.

## Filmographie

### Comme réalisateur

#### Télévision
- 1987 : La Guerre des Malouines (The Falklands War: The Untold Story)
- 1988 : Afghantsi (téléfilm documentaire dans First Tuesday)
- 1989 : One Day in the Life of Television (téléfilm)
- 1990 : Shoot to Kill (téléfilm)
- 1993 : 15: The Life and Death of Philip Knight (téléfilm)
- 1994 : L'Affaire Devereux : La Mort d'un juste (The Dying of the Light) (téléfilm)
- 1997 : Voleurs d'enfance (No Child of Mine)  (téléfilm)
- 1999 : Walking on the Moon (téléfilm)
- 1999 : Warriors, l'impossible mission (Warriors)
- 2000 : Innocents  (téléfilm)
- 2002 : Les Années Tony Blair (The Project) (téléfilm)
- 2005 : The Government Inspector (téléfilm)
- 2007 : Britz (téléfilm)
- 2011 : Le Serment (mini-série)
- 2015 : Dans l'ombre des Tudors (Wolf Hall) (mini-série)
- 2017 : The State  (mini-série)
- 2022 : The Undeclared War (mini-série)

#### Cinéma
- 1992 : Les Hauts de Hurlevent (Emily Brontë's Wuthering Heights)
- 2002 : Laurier blanc (White Oleander)

### Comme producteur
- 1987 : The Falklands War: the untold story (documentaire)
- 1988 : Afghantsi
- 1989 : One Day in the Life of Television
- 1993 : 15: The Life and Death of Philip Knight
- 1994 : The Dying of the Light (téléfilm)
- 1997 : No Child of Mine (téléfilm)
- 1999 : Walking on the Moon (téléfilm)
- 2000 : Innocents  (téléfilm)

### Comme scénariste
- 2005 : The Government Inspector
- 2007 : Britz (téléfilm)
- 2009 : L'École du pouvoir
- 2011 : Le Serment (mini-série)

## Récompenses et distinctions
- Royal Television Society - 2006
- BAFTA - Alan Clarke Award for Outstanding Creative Contribution to TV – 1999[2]
- FIPA, Biarritz - EuroFipa d'honneur - 2005[3]
- FIPA d'or pour Warriors en 2000[4]
- BFI - Special Award 1988/1989

## Crédit d'auteurs
- (en) Cet article est partiellement ou en totalité issu de l’article de Wikipédia en anglais intitulé « Peter Kosminsky » (voir la liste des auteurs).